# Иванов, Николай Кузьмич
Никола́й Кузьми́ч Ивано́в (при рождении Карбаченский; 10 (22) октября 1810, Воронеж, Российская империя — 7 июля 1880, Болонья, Италия) — русский оперный певец (тенор), живший в Италии. Протеже Джоаккино Россини.

## Биография
Мальчиком был принят Ф. П. Львовым в Императорскую певческую капеллу в Петербурге, где голос его обратил на себя внимание. В 1830 году за казённый счет отправился для усовершенствования в Италию вместе с Глинкой, с которым прожил около двух лет. Совершенствовал певческое мастерство у Э. Бьянки в Милане, затем у Андреа Ноццари в Неаполе, пользуясь также советами Генриха Панофки и Жозефины Фодор. Не желая возвращаться в Россию, после двухлетних занятий в Неаполе, Иванов принял швейцарское подданство и ангажемент в Константинополь. Однако, узнав, что русское посольство в Турции получило приказ арестовать его, он остался в Италии и ещё год занимался у Ноцарри.
Под именем Никола́ Иванофф (Nicola Ivanoff) дебютировал в 1832 году в театре Сан-Карло в роли Перси (опера Доницетти «Анна Болейн»), затем пел в ведущих итальянских театрах. Большой успех также сопутствовал его выступлениям в Париже (дебют в 1833 — Джаннетто в «Шёлковой лестнице» Россини) и Лондоне (1834 — Перси). Его красивый, мягкий и гибкий голос заставил критиков говорить о нём как о сопернике Рубини. Несмотря на выраженное императором Николаем I желание видеть Иванова в России и обещание простить его, тот так и не вернулся на родину, результатом чего было запрещение упоминать даже его имя в русской печати. Среди лучших партий — Эдгар в «Лючии ди Ламмермур» и Родриго в опере Россини «Отелло».
Оставшиеся годы жизни Иванов провёл в Италии. В начале 1840-х он выступил в Болонье в опере Россини «Вильгельм Телль», затем в мировой премьере его же «Stabat mater» (под управлением Доницетти). В Палермо в 1843 он исполнил партию Рикардо на премьере оперы Пачини «Мария, королева Англии», и с этой же ролью вскоре дебютировал в театре «Ла Скала». В 1844—1845 Иванов пел в операх Доницетти и Верди, после чего его успех резко пошёл на убыль из-за ухудшения голоса. После 1850 он больше не выступал и жил в Болонье, где и умер в 1880 году.